# Bajka (okres Levice)
Bajka je obec na Slovensku v okrese Levice. V roce 2013 zde žilo 326 obyvatel. První písemná zmínka o obci pochází z roku 1286.

## Pamětihodnosti
- Reformovaný kostel, jednolodní neoklasicistní stavba  z let 1894-1895 s polygonálně ukončeným presbytářem a představenou věží. Obnovou prošel v roce 1927.[4]
- Pozdně barokní kurie z 18. století.[5]